# Валя-Роатей
Валя-Роатей (рум. Valea Roatei) — село у повіті Бузеу в Румунії. Входить до складу комуни Козієнь.
Село розташоване на відстані 100 км на північ від Бухареста, 32 км на північний захід від Бузеу, 122 км на захід від Галаца, 77 км на південний схід від Брашова.

## Населення
За даними перепису населення 2002 року у селі проживали 11 осіб, усі — румуни. Усі жителі села рідною мовою назвали румунську.